# 水上機一覧

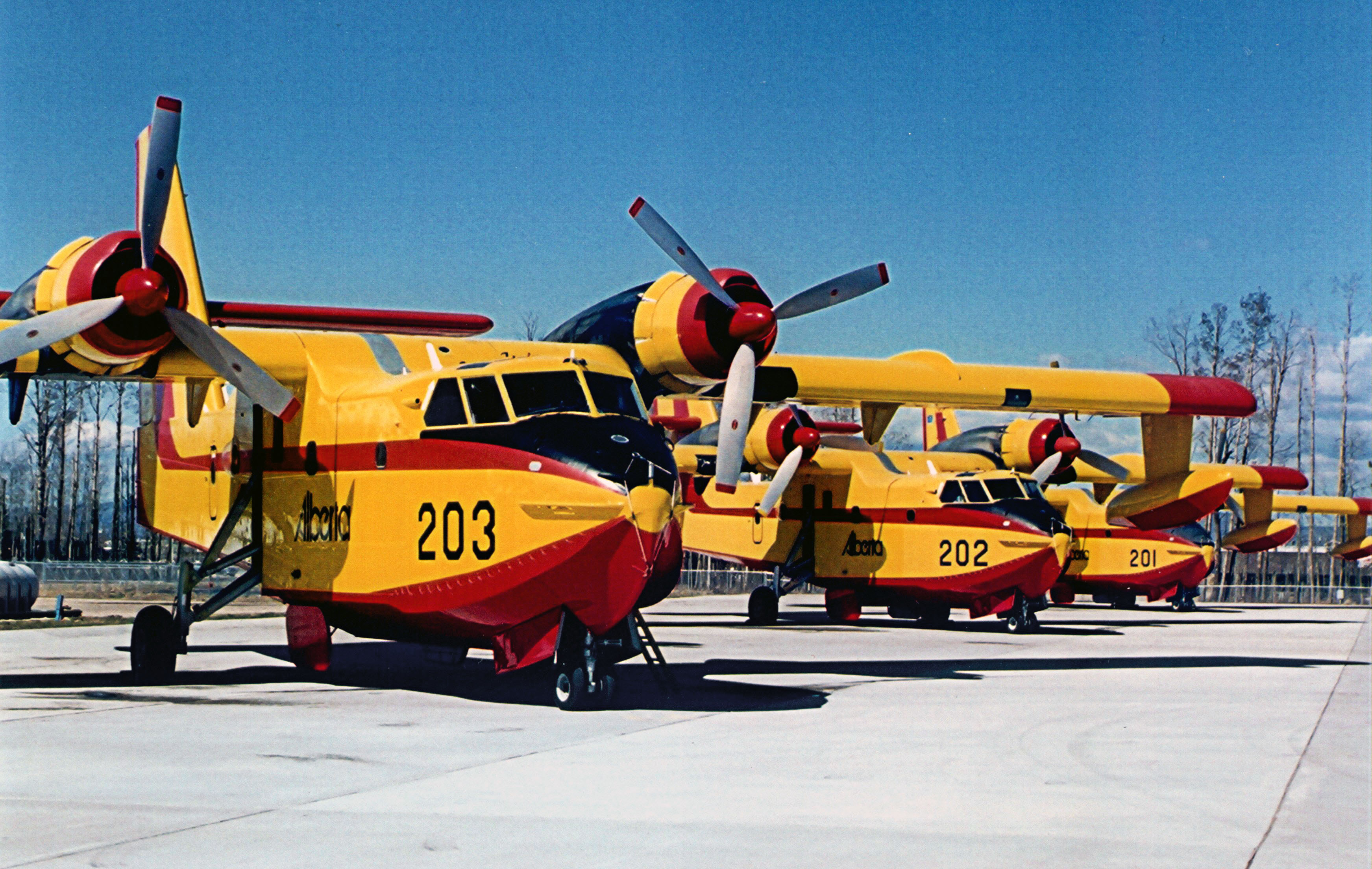
カナディア CL-215

この一覧は、飛行艇を含む水上機を国別に分類した一覧である。

## オーストリア＝ハンガリー
- ローナー L

## カナダ
- ボンバルディア CL-415 - 1993年初飛行、消防用水陸両用機
- カナディア CL-215 - 消防用水陸両用機

## 中華人民共和国
- SH-5 - 1976年初飛行、対潜哨戒機。
- AG-600 - 2017年に陸上から、2018年に水上から初飛行。

## フランス
- ベソン MB.411 - 1935年
- ブレゲー 521 ビゼルト - 1922年初飛行、3発機
- Breguet Bre 731 - 1938年、4発飛行艇
- CAMS 33 - 1923年初飛行
- CAMS 55 - 1928年初飛行
- Fabre Le Canard ' Duck '  - 1910年初飛行
- Farman F.168 Torp.4 - 偵察・爆撃機
- FBA H型
- ラテコエール 298
- ラテコエール 300
- ラテコエール 631
- ロワール 130
- Nord N.1402 Noroit - 偵察・救難機
- Securite Civile CL-415 - 消防機

## ドイツ
- アラド Ar 95 - 1936年初飛行、偵察機
- アラド Ar 196 - 1937年初飛行、偵察機
- アラド Ar 199
- アラド Ar 231 - 1941年初飛行、潜水艦搭載偵察機
- ブローム・ウント・フォス BV 138 - 1937年初飛行(Ha 138として)、飛行艇
- ブローム・ウント・フォス BV 222 - 1940年初飛行、飛行艇
- ブローム・ウント・フォス BV 238　（w:BV 238）
- ブローム・ウント・フォス Ha 139
- ブローム・ウント・フォス Ha 140
- ドルニエ Do 12　（w:Do 12・:de:Do 12）
- ドルニエ Do 18
- ドルニエ Do 24
- ドルニエ Do 26　（w:Do 26）
- ドルニエ Do 212
- ドルニエ Do J
- ドルニエ Do X
- ドルニエ シースター - 1986年初飛行
- フォッケウルフ Fw 62
- ハンザ・ブランデンブルク KDW （Hansa-Brandenburg KDW）
- ハンザ・ブランデンブルク W.12 （Hansa-Brandenburg W.12）
- ハンザ・ブランデンブルク W.29
- ハンザ・ブランデンブルク CC
- ハインケル HE 1
- ハインケル HE 8
- ハインケル He 42
- ハインケル He 59
- ハインケル He 60
- ハインケル He 114
- ハインケル He 115
- LF.G Stralsund V19
- LF.G W
- LF.G WD
- ロールバッハ Ro II
- ロールバッハ Ro III
- ロールバッハ Ro IV
- ロールバッハ Ro V Roco
- ロールバッハ Ro VI Robble
- ロールバッハ Ro X Romar
- ルンプラ― 6B1 （Rumpler 6B1）

## イタリア
- CANT Z.501
- CANT Z.506　（w:CANT Z.506）
- カプロニ Ca.60
- CMASA RS.14
- IMAM Ro.43 （IMAM Ro.43）
- IMAM Ro.44 （IMAM Ro.44）
- マッキ L.1 （Macchi L.I）
- マッキ M.5 （Macchi M.5）
- マッキ M.18
- マッキ M.33
- マッキ M.39
- マッキ M.41
- Nardi F.N. J33 Amphibian - 1950年初飛行
- Piaggio P.136L-2
- サヴォイア・マルケッティ S.55
- サヴォイア・マルケッティ S.62
- SIAI-サヴォイア S.21

## 日本
- 横廠 横廠式ロ号甲型水上偵察機
- 横廠 一四式水上偵察機
- 広廠 九〇式一号飛行艇
- 川西 九〇式二号飛行艇
- 愛知 九〇式一号水上偵察機
- 中島 九〇式二号水上偵察機
- 横廠 九〇式三号水上偵察機
- 空技廠 九〇式水上初歩練習機
- 川西 九四式水上偵察機
- 中島 九五式水上偵察機
- 渡辺 九六式小型水上機
- 愛知 九六式水上偵察機
- 川西 九七式飛行艇
- 十試水上観測機
- 十一試特殊水上偵察機
- 愛知 九八式水上偵察機
- 空技廠 九九式飛行艇
- 空技廠 十二試特殊飛行艇
- 十二試二座水上偵察機
- 十二試三座水上偵察機
- 三菱 零式水上観測機
- 愛知 零式水上偵察機
- 空技廠 零式小型水上偵察機
- 日飛 十三試小型輸送機
- 川西 二式飛行艇
- 愛知 二式練習飛行艇
- 中島 二式水上戦闘機
- 川西 水上戦闘機「強風」
- 川西 水上偵察機「紫雲」
- 愛知 水上偵察機「瑞雲」
- 愛知 特殊攻撃機「晴嵐」
- 川西 大型輸送飛行艇「蒼空」
- 新明和 UF-XS - 1962年初飛行
- 新明和 PS-1 - 1967年初飛行、対潜哨戒機
- 新明和 US-1 - 1974年初飛行、救難機、水陸両用機
- 新明和 US-2 - 2003年初飛行、救難機、水陸両用機

## オランダ
- フォッカー B.I - 1922年初飛行
- * フォッカー T.IV(Fokker T.IV) - 1927年初飛行
- フォッカー T.VIII - 1938年初飛行

## ノルウェー
- ヘーバー M.F. 11 - 1931年初飛行

## ポーランド
- ルブリン R-XX - 1935年初飛行

## ソ連・ロシア
- シコルスキー S-5A
- ベリエフ Be-2 - 1936年初飛行
- ベリエフ Be-4 - 1940年初飛行
- ベリエフ Be-6 - 1949年初飛行
- ベリエフ Be-8 - 1947年初飛行
- ベリエフ Be-10 - 1962年初飛行、ジェット機
- ベリエフ Be-12 - 1963年初飛行、水陸両用機
- ベリエフ A-40 - 1986年初飛行
- ベリエフ Be-103 - 1997年初飛行
- ベリエフ Be-112
- ベリエフ Be-200 - 1998年初飛行
- ベリエフ Be-2500
- ベリエフ KOR-1 - 1936年初飛行
- ベリエフ KOR-2 - 1941年初飛行
- ベリエフ MBR-2 - 1931年初飛行
- ベリエフ MDR-5 - 1938年初飛行
- GST - 1939年初飛行
- ベリエフ R-1

## イギリス
- ブラックバーン アイリス - 1926年初飛行
- ブラックバーン パース - 1933年初飛行
- ブラックバーン ベロス - 1925年初飛行
- フェリックストウ F.5
- フェアリー シーフォックス
- グロスター III
- グロスター IV
- グロスター VI
- グロスター Goring
- ショート カルカッタ
- ショート エンパイア
- ショート ケント
- ショート サラファンド
- Short Sandringham
- ショート シーランド
- ショート ソレント
- ショート シンガポール
- ショート サンダーランド
- ショート シェトランド
- Saro Cutty Sark
- サンダース・ロー クラウド
- サンダース・ロー ラーウィック
- サンダース・ロー ロンドン
- サンダース・ロー プリンセス
- サンダース・ロー Duchess
- サンダース・ロー SR.A/1
- スーパーマリン S.4
- スーパーマリン S.5
- スーパーマリン S.6
- スーパーマリン スカパ
- スーパーマリン シーガル (初代)
- スーパーマリン シーガル (2代)
- スーパーマリン シーガル ASR-1
- スーパーマリン シー・ライオン
- スーパーマリン シーオッター - 1938年初飛行
- スーパーマリン サウサンプトン
- スーパーマリン ストランレア
- スーパーマリン ウォーラス
- ヴィッカース ヴァレンシア
- ヴィッカース バイキング

## アメリカ合衆国
- ベノイストXIV
- ボーイング314 - 1938年初飛行、飛行艇。
- コロニアル・スキマー
- コンソリデーデット PBY カタリナ - 1936年初飛行、哨戒機。
- コンソリデーデット PB2Y コロナド
- コンソリデーデット コモドア
- コンヴェア F2Y シーダート - ジェット水上戦闘機
- コンヴェア R3Y トレードウインド - 1954年初飛行
- NC Flying Boat
  - NC-4
- カーチス R3C-2 - 1925年初飛行。レーサー。
- カーチス SC
- カーチス SOC
- カーチス SO3C
- ダグラス DF
- ダグラス ドルフィン
- ダグラス DWC
- ダグラス YB-11
- フェアチャイルド 91
- Felixstowe F Series
- グラマン G-44 - 1941年初飛行
- グラマン G-21
- グラマン HU-16 - "Albatross", large amphibious
- グラマン J2F ダック
- グラマン マラード - 1946年初飛行
- ヒューズ H-4 ヘラクレス
- Keystone-Loening K-84
- Lake Aircraft - LA-4, LA-4-200, LA-4-200EP, LA-250, LA-270T
- マーチン M130
- マーチン PBM マリナー
- マーチン P5M マーリン - 1957年初飛行
- マーチン P6M シーマスター - ジェット機
- マーチン JRM マース
- リパブリック RC-3 シービー - 1945年初飛行
- Seawind 300C
- SeaDragon
- シコルスキー S-36
- シコルスキー S-38
- シコルスキー S-39
- シコルスキー S-40
- シコルスキー S-41
- シコルスキー S-42
- シコルスキー S-43
- シコルスキー VS-44
- ヴォート OS2U